# Verdulia cycloidea
Verdulia cycloidea är en insektsart som först beskrevs av Wilhem de Haan 1842.  Verdulia cycloidea ingår i släktet Verdulia och familjen Pyrgomorphidae. Inga underarter finns listade i Catalogue of Life.